# Germund Stenhag
Karl Birger Germund Stenhag, född 26 juni 1968 i Uppsala församling, Uppsala län, är en svensk programledare, discjockey samt musikläggare på Sveriges Radio.
Germund Stenhag har arbetat på skivbutiken Musikörat i Uppsala. Under 1990-talet började han arbeta på Sveriges Radio och 1996 startade han tillsammans med kollegan Calle Dernulf programmet P3 Klubb. Under 2000-talet har Stenhag tillsammans med bland andra Linda Nordeman och Karin Gunnarsson varit musikläggare i P3 och även frekvent medverkat i Musikguiden i P3 där de låtar som läggs till och plockas bort från spellistorna diskuterats.
I sin roll som musikläggare har han rankats högt på listor över mäktiga personer inom musik- och nöjesliv i Sverige.
Stenhag har även medverkat i Tryck till på ZTV.